# HD 221081
HD 221081，又名BD-10 6120，SAO 146729、HR 8921，是一颗位於寶瓶座的恒星，视星等为6.18，位于銀經71.6，銀緯-63.59，其B1900.0坐标为赤經23h 23m 50.3s，赤緯-9° -63.59′ 59″。